# Miss Dakota du Sud USA
 (août 2013).
Si vous disposez d'ouvrages ou d'articles de référence ou si vous connaissez des sites web de qualité traitant du thème abordé ici, merci de compléter l'article en donnant les références utiles à sa vérifiabilité et en les liant à la section « Notes et références ».
Ne doit pas être confondu avec Miss Dakota du Sud.
Miss Dakota du Sud USA (en anglais, Miss South Dakota USA) est un concours de beauté féminine, qui est réservé aux jeunes femmes de 17 à 27 ans, originaires de l'état américain du Dakota du Sud, la gagnante participe à l'élection de Miss USA.

## Lauréates
| Année     | Nom                 | Domicile    | Age1 | Classement à Miss USA | Prix spéciaux à Miss USA | Notes                                  |
| --------- | ------------------- | ----------- | ---- | --------------------- | ------------------------ | -------------------------------------- |
| 2025      | Megan Hiykel        | Brookings   | 20   |                       |                          |                                        |
| 2024      | Ahmitara Alwal      | Sioux Falls | 25   |                       |                          |                                        |
| 2023      | Amber Hulse         | Hot Springs | 23   |                       |                          | Miss South Dakota 2019-2020            |
| 2022      | Shania Knutson      | Viborg      | 22   |                       |                          | Miss South Dakota Teen USA 2018        |
| 2021      | Caroline Pettey     | Rapid City  | 26   | Top 16                |                          |                                        |
| 2020      | Kalani Jorgensen    | Sioux Falls | 25   |                       |                          |                                        |
| 2019      | Abigail Merschman   | Sioux Falls | 22   |                       |                          |                                        |
| 2018      | Madison Nipe        | Madison     | 20   | Top 5                 |                          |                                        |
| 2017      | Tessa Dee           | Mitchell    | 25   |                       |                          | Miss South Dakota 2013                 |
| 2016      | Madison McKeown     | Sioux Falls | 20   | Top 10                |                          | Miss South Dakota Teen USA 2014        |
| 2015      | Lexy Schenk         | Irene       | 20   |                       |                          | Miss South Dakota Teen USA 2011        |
| 2014      | Brittney Palmer     | Brookings   | 25   |                       |                          |                                        |
| 2013      | Jessica Albers      | Yankton     | 26   |                       |                          |                                        |
| 2012      | Taylor Neisen       | Rapid City  | 20   |                       |                          |                                        |
| 2011      | Chandra Burnham     | Highmore    | 23   |                       |                          |                                        |
| 2010      | Emily Miller        | Irene       | 21   |                       |                          |                                        |
| 2009      | Jessica Rowell      | Sioux Falls | 22   |                       |                          |                                        |
| 2008      | Charlie Buhler      | Mitchell    | 19   |                       |                          |                                        |
| 2007      | Suzie Heffernan     | Brookings   | 20   |                       |                          |                                        |
| 2006      | Alexis LeVan        | Sioux Falls | 19   |                       |                          | Contestant at National Sweetheart 2008 |
| 2005      | Jessica Fjerstad    | Madison     | 20   |                       |                          |                                        |
| 2004      | Andrea Parliament   | Brandon     | 20   |                       |                          |                                        |
| 2003      | Jessica Lawrence    | Brookings   | 25   |                       |                          | Contestant at National Sweetheart 2001 |
| 2002      | Sitania Syrovatka   | Sioux Falls |      |                       |                          |                                        |
| 2001      | Beth Lovro          | Sioux Falls |      |                       |                          |                                        |
| 2000      | Vanessa Shortbull   | Rapid City  |      |                       |                          | Future Miss South Dakota 2002          |
| 1999      | Shawna Gross        | Huron       |      |                       |                          |                                        |
| 1998      | Lori O'Brien        | Rapid City  |      |                       |                          |                                        |
| 1997      | Jamie Swenson       | Sioux Falls | 25   |                       |                          |                                        |
| 1996      | Caresa Winters      | Huron       | 20   |                       |                          |                                        |
| 1995      | Jenny Snobeck       | Sioux Falls |      |                       |                          |                                        |
| 1994      | Tabetha Mauck       | Mobridge    |      |                       |                          |                                        |
| 1993      | Kara Rovere         | Sturgis     |      |                       |                          |                                        |
| 1992      | Shawn Frerichs      | Sioux Falls |      |                       |                          |                                        |
| 1991      | Jillayne Fossum     | Canton      |      |                       |                          |                                        |
| 1990      | Valerie Sejnoha     | Sioux Falls |      |                       |                          |                                        |
| 1989      | Nanette Enders      | Watertown   |      |                       |                          |                                        |
| 1988      | Sandi Lynn Fix      | Sioux Falls |      |                       |                          |                                        |
| 1987      | Jana Van Woudenberg | Hudson      |      |                       |                          |                                        |
| 1986      | Lori Scumacher      | Sioux Falls |      |                       |                          |                                        |
| 1985      | Stacey Arnold       | Rapid City  |      |                       |                          |                                        |
| 1984      | Donna Smith         | Box Elder   |      |                       |                          |                                        |
| 1983      | Kelly Rosenbaum     | Elk Point   |      |                       |                          |                                        |
| 1982      | Meaghan North       | Sioux Falls |      |                       |                          |                                        |
| 1981      | Joan Abbott         | Irene       |      |                       |                          |                                        |
| 1980      | Jane Schmidt        | Flandreau   |      |                       |                          |                                        |
| 1979      | Noele de Saint Gall | Garretson   |      |                       |                          |                                        |
| 1978      | Nadene Oppold       | Sioux Falls |      |                       |                          |                                        |
| 1977      | Ginger Thomson      | Sioux Falls |      |                       |                          |                                        |
| 1976      | Dorothy Westphal    | Sioux Falls |      |                       | Miss Congeniality (tie)  |                                        |
| 1975      | Lanette Rabenberg   | Sioux Falls |      |                       |                          |                                        |
| 1974      | Debra Ann Brickley  | Sioux Falls |      | Semi-finalist         |                          |                                        |
| 1973      | Rebecca Bunkers     | Brookings   |      |                       |                          |                                        |
| 1972      | Kathleen Bakke      | DeSmet      |      |                       |                          |                                        |
| 1971      | Sonia Hart          | Sioux Falls |      |                       |                          |                                        |
| 1970      | Cynthia Finley      | Sturgis     |      |                       |                          |                                        |
| 1969      | Mary Bergen         | Sioux Falls |      |                       |                          |                                        |
| 1968      | Byrean Blacksmith   | Sioux Falls |      |                       |                          |                                        |
| 1967      | Patricia Marshall   |             |      |                       |                          |                                        |
| 1962-1966 | Did Not Compete     |             |      |                       |                          |                                        |
| 1961      | Sharon Hoffman      |             |      |                       |                          |                                        |
| 1960      | Patricia Klith      |             |      |                       |                          |                                        |
| 1959      | Jeannine Stratton   |             |      |                       |                          |                                        |
| 1958      | Helen Youngquist    |             |      | Semi-finalist         |                          |                                        |
| 1957      | Gay Marshall        |             |      |                       |                          |                                        |
| 1956      | Did Not Compete     |             |      |                       |                          |                                        |
| 1955      | Phyllis Choquette   |             |      |                       |                          |                                        |
| 1954      | Barbara Ann Brown   |             |      |                       |                          |                                        |
| 1953      | Kathleen Herman     |             |      |                       |                          |                                        |
| 1952      | Marlene M. Rieb     |             |      | désistement           |                          |                                        |